# Ялинка на Трафальгарській площі
51°30′30″ пн. ш. 0°07′41″ зх. д. / 51.5082° пн. ш. 0.128114° зх. д.
Ялинка на Трафальгарській площі Лондона — головна різдвяна ялинка Великої Британії, яка доправляється зі столиці Норвегії, міста Осло, щороку з 1947 року як подяка норвежців за допомогу британців протягом Другої світової війни.

## Дерево
Ялинка на Трафальгарській площі зазвичай є ялиною європейською (Рісеа abies), суцільним деревом заввишки понад 20 метрів та віком 50-60 років. Церемонія зрубу дерева відбувається у присутності мера Осло, посла Великої Британії у Королівстві Норвегія та Лорда-мера Вестмінстера. З Норвегії до Великої Британії смереку доправляють морським транспортом.